# M/S Angantyr
För kämparna i fornnordisk mytologi, se Angantyr
M/S Angantyr är ett passagerarfartyg som trafikerar sträckan Stadshuskajen–Drottningholms slott i Stockholm. Hon byggdes på Motala Mekaniska Verkstad år 1909 för Stockholms Ångslups AB som ångslup för passagerartrafik på Mälaren och i Stockholms skärgård. 
M/S Angantyr är systerfartyg till S/S Drottningholm och S/S Fylgia.
År 1955 byttes ångmaskinen ut mot en dieselmotor.

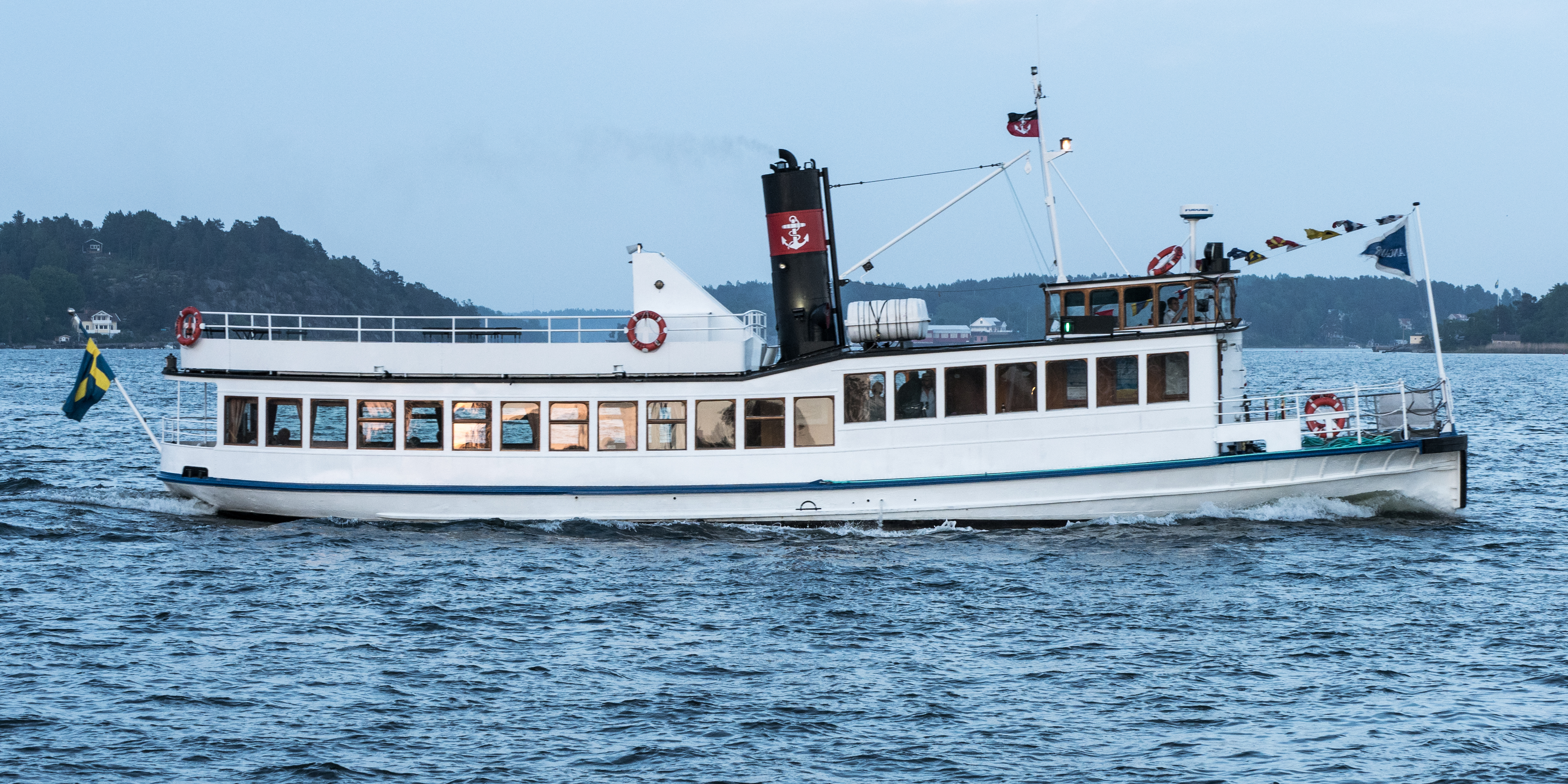
M/S Angantyr utanför Vaxholm 2017